# Reakciósebességi állandó
A reakciósebességi állandó egy reakciókinetikai fogalom. A kémiai reakció pillanatnyi sebességét megadó kifejezésben szerepel, mint arányossági tényező:
{\displaystyle v=-{\frac {\mathrm {d} c_{\mathrm {A} }}{\mathrm {d} t}}=k_{\mathrm {r} }c_{\mathrm {A} }^{\mathrm {r} }\ }
ahol
k a reakciósebességi állandó,
cA a kiindulási A komponens pillanatnyi koncentrációja, mol/dm³,
r a reakció rendűsége,
t az idő, s
A definícióegyenlet alapján a k sebességi állandó értéke a reakcióban átalakuló anyag t idő alatt bekövetkező koncentrációváltozásával egyezik meg, ha a kiinduló anyagok koncentrációja egységnyi. Az alábbi összefüggések megadják a sebességi állandó kifejezéseit különböző rendű reakciók esetén. 
0. rendű kémiai reakció: 
{\displaystyle k_{0}={\frac {c_{\mathrm {Ao} }-c_{\mathrm {A} }}{t}}\ ,} dimenziója: {\displaystyle {\frac {\mathrm {[koncentracio]} }{\mathrm {[ido]} }}\ }
1. rendű kémiai reakció:
{\displaystyle k_{1}={\frac {1}{t}}\mathrm {ln} {\frac {c_{\mathrm {Ao} }}{c_{\mathrm {A} }}}\ ,} dimenziója: {\displaystyle {\frac {1}{\mathrm {[ido]} }}\ }
2. rendű kémiai reakció: 
{\displaystyle k_{2}={\frac {1}{t}}\left[{\frac {1}{c_{\mathrm {A} }}}-{\frac {1}{c_{\mathrm {Ao} }}}\right]\ ,} dimenziója: {\displaystyle {\frac {1}{\mathrm {[ido]} \mathrm {[koncentracio]} }}\ }
r. rendű kémiai reakció: r ≠ 1
{\displaystyle k_{\mathrm {r} }={\frac {1}{t(\mathrm {r} -1)}}\left[{\frac {1}{c_{\mathrm {A} }^{\mathrm {r} -1}}}-{\frac {1}{c_{\mathrm {Ao} }^{\mathrm {r} -1}}}\right]\ ,} dimenziója: {\displaystyle {\frac {1}{\mathrm {[ido]} \mathrm {[koncentracio]^{r-1}} }}\ }
A kémiai reakció sebességi állandójáról általánosságban az mondható, hogy értéke koncentrációfüggő, annak az (r−1)-dik hatványával fordítottan arányos. 

## A reakciósebességi állandó hőmérsékletfüggése

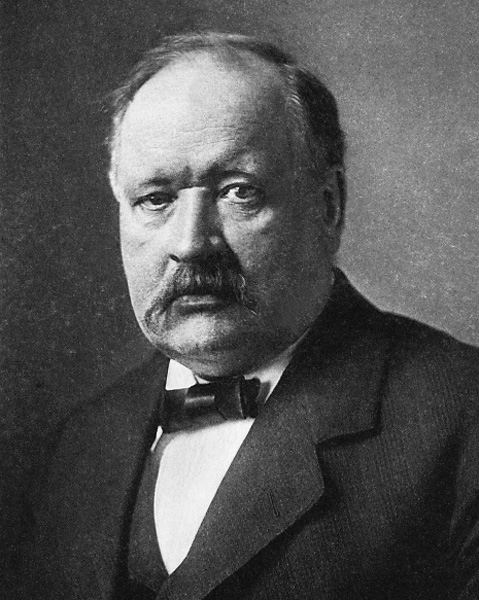
Svante August Arrhenius (1859-1927) svéd fizikus és kémikus

A kémiai reakciók – és általában az atomok, a molekulák mozgásával összefüggő folyamatok – sebessége nő a hőmérséklet növelésével.
Az ún. egyszerű reakciók sebessége tapasztalat szerint 2-4-szeresére növekszik 10 °C hőmérséklet-emelkedés hatására. A hőmérséklet okozta sebességnövekedés tehát igen rohamos. Ha átlagosan 3-szorosnak vesszük, akkor 100 °C-os hőmérséklet-emelkedés hatására a reakciósebesség 310-szeresére növekszik. Ez kerekítve 100 000-szeres értéket jelent. 
A kémiai folyamatok sebességére vonatkozó kísérleti vizsgálatokból megállapítható, hogy a reakciók sebessége exponenciális függvény szerint nő a hőmérséklettel. Ez azt jelenti, hogy a sebességi állandó logaritmusa lineárisan változik a hőmérséklet reciprokával:
{\displaystyle \mathrm {lg} k=\alpha -{\frac {\beta }{T}}\ } .
ahol 
k a reakciósebességi állandó,
α és β pedig a hőmérséklettől független állandó.
Ez az Arrhenius-féle tapasztalati törvény, amelyet Svante August Arrhenius svéd kémikus 1899-ben alkotott meg.

## Az aktiválási elmélet

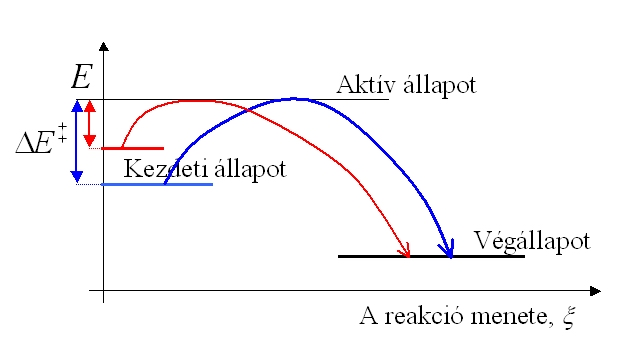
Az eredményes ütközéshez a molekuláknak aktív állapotba kell jutni, többletenergiával kell rendelkezni

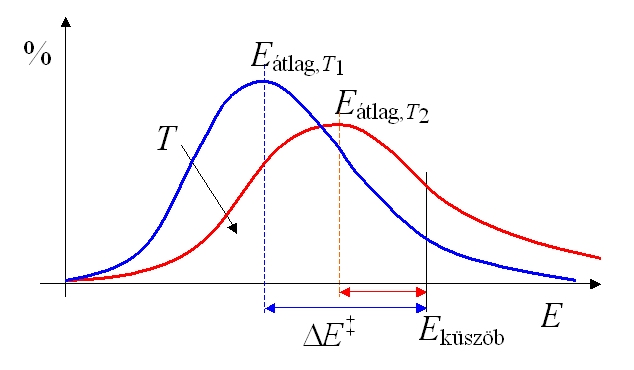
A küszöbenergia és az átlagos energia közötti különbség az aktiválási energia

A kémiai átalakulásokhoz a kiindulási anyagok molekuláinak ütközniük kell egymással. A kinetikus gázelmélet alapján kiszámítható, hogy a gázreakciók esetén a hőmozgás következtében légköri nyomáson és szobahőmérsékleten minden gázmolekula átlagosan ~ 109-szer ütközik másodpercenként. A nagyszámú ütközésnek csak igen kicsi hányada vezet kémiai átalakulásra, mert csak azok a molekulák képesek reakcióba lépni, amelyeknek az energiája határozott értékkel nagyobb, az adott hőmérsékletnek megfelelő átlagértéknél. Csak ezek az ún. aktivált – az aktiválási energiával nagyobb energiájú – molekulák képesek egymással reakcióba lépni. 
Kémiai reakció esetén a részecskéknek ütközéskor egy minimális energiánál (küszöbenergia) nagyobbal kell rendelkezniük, hogy az ütközés eredményes legyen. Az átlagos energia és az ún. küszöbenergia közötti különbséget nevezzük aktiválási energiának. Ha az ütközéskor a reakció bekövetkezik, az aktiválási energia felszabadul és újabb molekulák számára tovább adódik. 
Maxwell–Boltzmann-féle sebesség- és energia-eloszlás alapján megadható az aktív molekulák koncentrációja, abból pedig a reakciósebességi állandó hőmérsékletfüggése: 
{\displaystyle k=Ae^{-{\frac {E^{\ddagger }}{RT}}}}
amely kifejezésben:
A a preexponenciális tényező, amely az ütközési elmélet szerint az ütközési számmal arányos mennyiség,
E‡ az aktiválási energia, J/mol,
R az egyetemes gázállandó, 8,314 J/(K·mol),
T az abszolút hőmérséklet, K
k a reakciósebességi állandó.